# Key West International Airport
Key West International Airport (IATA: EYW, ICAO: KEYW) is een vliegveld 2 km ten oosten van het centrum van de stad Key West, aan de zuidoostelijke kust van het eiland Key West, deel van de Florida Keys in het zuiden van de Amerikaanse staat Florida. In 2016 verwerkte de luchthaven 380.505 passagiers. De luchthaven ligt in Monroe County, de county is eveneens eigenaar en uitbater van de luchthaven. 
De luchthaven heeft slechts een landingsbaan, met de beperkte lengte van 1.463 m. Om die reden zijn er regelmatig gewichtsbeperkende maatregelen voor de reizigers van kracht.
De luchthaven werd geopend in 1913. Key West ligt 208 km ten zuidwesten van de luchthaven van Miami en 171 km noordnoordoost van de luchthaven van Havana. De eerste vlucht was een vlucht naar Cuba. In 1928 begon de pas opgerichte maatschappij Pan American Airways van op deze luchthaven ook met als eerste route de verbinding Key West - Havana in Cuba. De luchthaven werd veelvuldig ingezet voor militair gebruik tijdens de Tweede Wereldoorlog De City of Key West gaf de eigendomsrechten van de Key West Municipal Airport in 1953 aan Monroe County die de naam van de luchthaven wijzigde naar Key West International Airport. Monroe County kon eveneens bij de Federal Aviation Administration fondsen claimen voor de verdere uitbouw van het vliegveld.
De luchthaven heeft lijnvluchten van Silver Airways, Elite Airways, Cape Air, United Express, American Eagle, Delta Air Lines en Delta Connection. De belangrijkste luchtvaartmaatschappij in 2010 was  AirTran Airways. Na de overname in 2011 van AirTran door Southwest Airlines werd dit netwerk verder uitgebaat, eerst verder onder de AirTran naam, nadien als Southwest. In 2014 stopte Southwest evenwel alle routes van en naar Key West. In 2017 waren de belangrijkste routes de verbinding met Atlanta uitgevoerd door Delta Air Lines en Delta Connection, goed voor zo'n 164.000 reizigers en de korte verbinding met Miami door American Eagle goed voor zo'n 90.000 reizigers per jaar.